# Aracaju
Aracaju (IPA: [aɾakaˈʒu]) nagyváros Brazília keleti részén, Sergipe államban, melynek fővárosa. Az Atlanti-óceán partjának közelében fekszik, a Rio Sergipe folyó torkolatánál. Aracaju São Cristóvão, Santo Amaro das Brotas, Barra dos Coqueiros, Nossa Senhora do Socorro és Itaporanga d'Ajuda községekkel határos.

## Népesség
| Lakosok száma | 461 534 | 571 149 | 632 744 | 664 908 | 602 757 |
|               | 2000    | 2010    | 2015    | 2020    | 2022    |